# Čačinci
Čačinci är en ort i Kroatien.   Den ligger i länet Virovitica-Podravinas län, i den östra delen av landet, 150 km öster om huvudstaden Zagreb. Čačinci ligger 115 meter över havet och antalet invånare är 2 360.
Terrängen runt Čačinci är huvudsakligen platt, men åt sydväst är den kuperad. Runt Čačinci är det ganska tätbefolkat, med 60 invånare per kvadratkilometer. Närmaste större samhälle är Slatina, 17,1 km nordväst om Čačinci. Trakten runt Čačinci består till största delen av jordbruksmark.